# بخش روشه‌شوار
بخش روشه‌شوار (به فرانسوی: Arrondissement de Rochechouart) یک بخش در فرانسه است که در اوت-وین واقع شده‌است.